# Aschebergsgatan

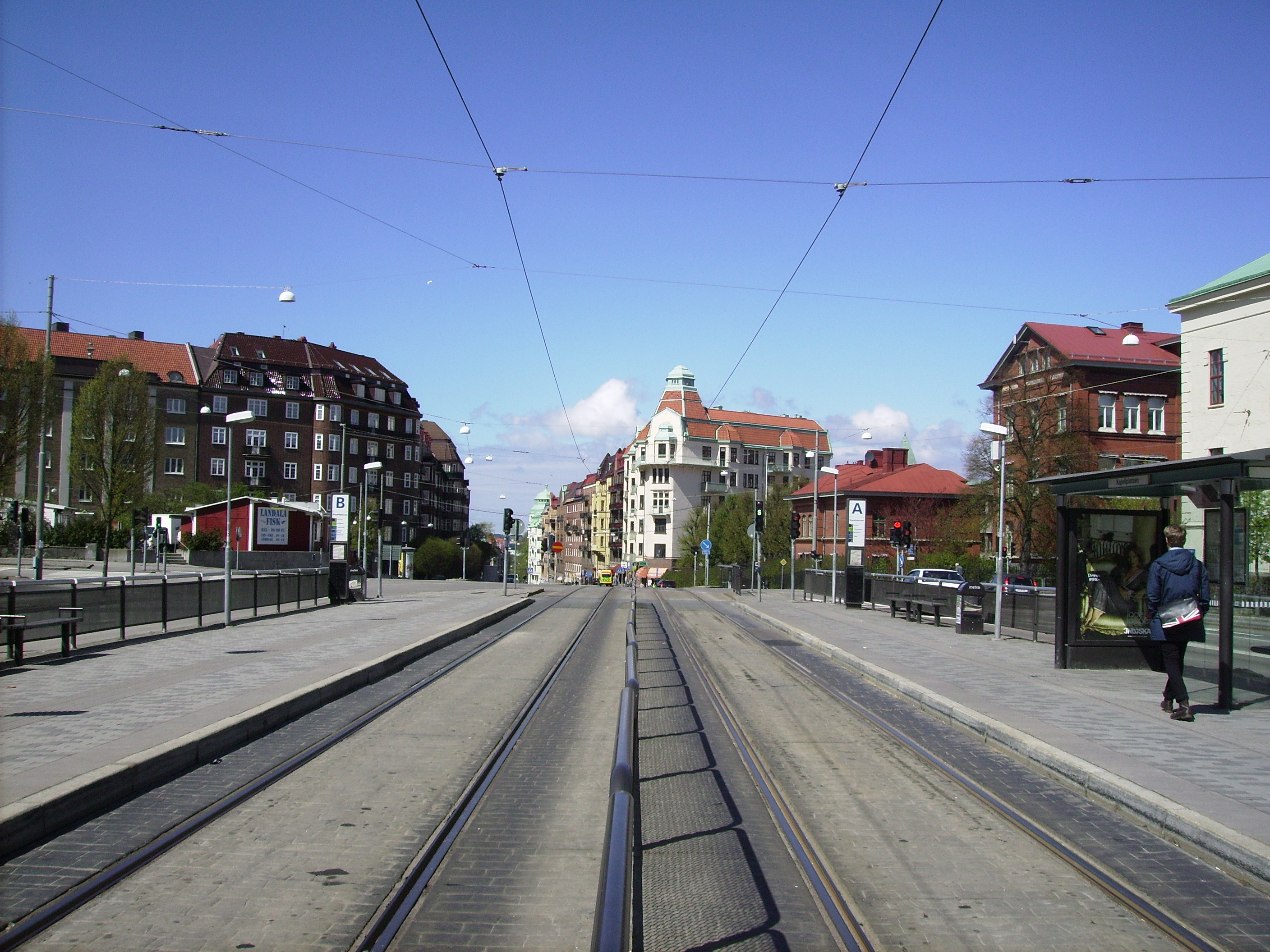
Aschebergsgatan vid Kapellplatsen

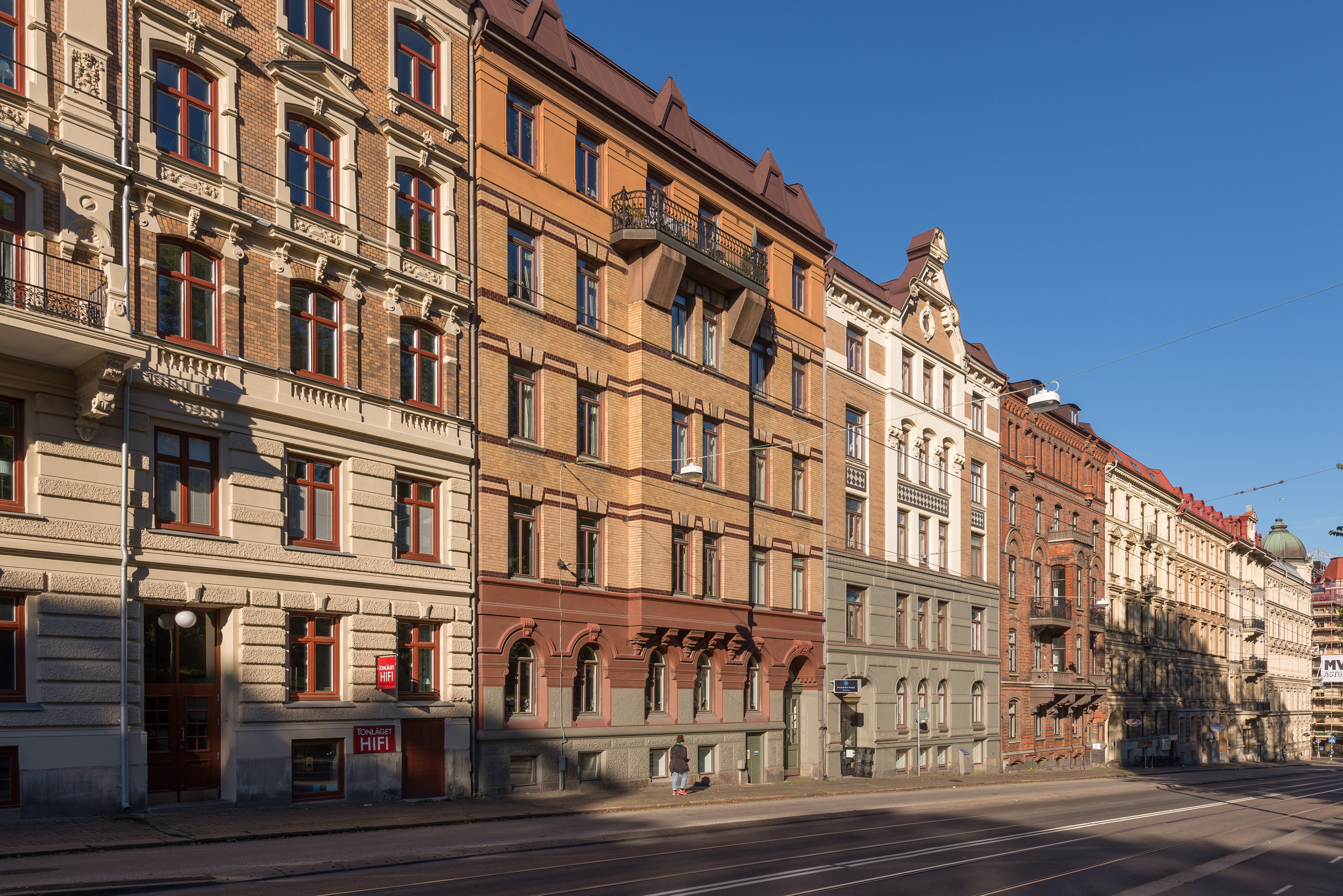
Aschebergsgatan 1-15. Vy från korsningen mot Engelbrektsgatan ned mot Vasaplatsen.

Aschebergsgatan, är en cirka 950 meter lång gata i stadsdelarna Vasastaden, Johanneberg, Landala och Lorensberg i centrala Göteborg sedan 1882. Gatan har namngivits till minne av guvernören och fältherren, greve Rutger von Ascheberg (1621–1693). 
Aschebergsgatan var från början endast delen mellan Nya Allén och Engelbrektsgatan  och fram till cirka 1886 hette den delen Brandtdalagatan. Gatans översta del hette Öfra Korsgatan fram till 1882-83, då hela gatans omfattning gjordes om.
I den nuvarande korsningen av Föreningsgatan–Aschebergsgatan låg Brandtdala herrgård, även kallad Lilla Lorensberg och Fredriksberg. Tomtadressen var "nummer 105 i stadens 12:e rote". Fastigheten bebyggdes kring 1770 och byggnaden fick sitt herrgårdsliknande utseende 1856 av målaremästare C. A. Bolm. Herrgården revs 1912. Kring år 1830 delades Brandtdala upp i två delar, Västra Brandtdala och Östra Brandtdala.
Bergåsen i väster, som löper parallellt med Aschebergsgatans brantaste del heter Geteryggsberget.

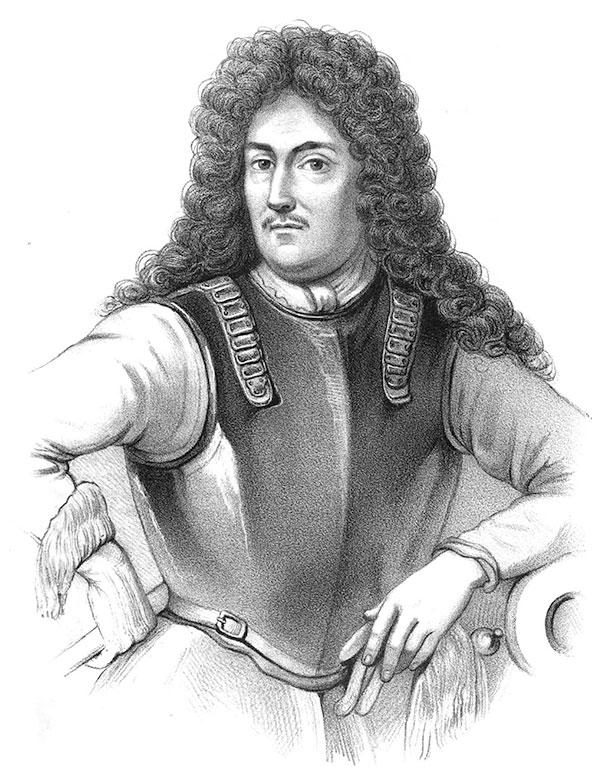
Rutger von Ascheberg